# Rue Tony-Tollet
La rue Tony-Tollet est une rue pavée du quartier d'Ainay située sur la presqu'île dans le 2e arrondissement de Lyon, en France.

## Situation et accès
C'est une rue à angle droit qui débute rue du Plat et se termine rue Sala. La circulation se fait dans le sens de la numérotation avec un stationnement d'un seul côté.

## Origine du nom
La rue est dédiée à Tony Tollet (1857-1953) peintre lyonnais qui a vécu au No 19 de la rue Bourgelat.

## Histoire
Auparavant la rue portait le nom de rue de la Pomme-de-Pin, car il existait une enseigne qui représentait une immense pomme de pin. La rue prend son nom actuel le 24 février 1964 (délibération municipale),.